# نرگس‌زار (کازرون)
نرگس‌زار یا نرگس‌زار فامور روستایی از توابع بخش جره و بالاده در شهرستان کازرون استان فارس است.

## موقعیت جغرافیایی
نرگس‌زار از دیرباز مکان حاصلخیزی بوده برای تولید گل زیبای نرگس و همچنین محصولات کشاورزی. البته نباید روستای نرگس‌زار با نرگسی والاشهر اشتباه گرفته شود چون هر دو هم از قطب‌های تولید گل نرگس در کازرون هستند و فاصله زیادی با هم ندارند. روستای نرگس‌زار در حاشیه دریاچه پریشان قرار گرفته است.مردم روستا به گویش لری صحبت میکنند.

## جمعیت
این روستا در دهستان فامور قرار دارد و براساس سرشماری مرکز آمار ایران در سال ۱۳۸۵، جمعیت آن ۷۹۷ نفر (۱۸۵خانوار) بوده‌است.